# Gran Premio motociclistico di Gran Bretagna 1998
Il Gran Premio motociclistico di Gran Bretagna 1998 corso il 5 luglio, è stato l'ottavo Gran Premio della stagione 1998 e ha visto vincere la Yamaha di Simon Crafar nella classe 500, Loris Capirossi nella classe 250 e Kazuto Sakata nella classe 125.
Per il pilota neozelandese Crafar si tratta della prima vittoria nel motomondiale.
Pur non facendo più parte del motomondiale, in quest'occasione si rivedono in gara i sidecar che competono per la loro coppa del mondo; vince l'equipaggio britannico composto da Steve Webster e David James. A questa gara partecipa anche il pilota Ian Ashley (che si classifica 11º), unico esempio di pilota passato alle gare motociclistiche dopo aver preso parte alla Formula 1.

## Classe 500

### Arrivati al traguardo
| Pos | Nº | Pilota                   | Squadra                 | Motocicletta | Giri | Tempo     | Griglia | Punti |
| --- | -- | ------------------------ | ----------------------- | ------------ | ---- | --------- | ------- | ----- |
| 1   | 11 | Simon Crafar             | Red Bull Yamaha WCM     | Yamaha       | 30   | 46:45.662 | 1       | 25    |
| 2   | 1  | Mick Doohan              | Repsol Honda            | Honda        | 30   | +11.530   | 2       | 20    |
| 3   | 5  | Norick Abe               | Yamaha Team Rainey      | Yamaha       | 30   | +17.924   | 4       | 16    |
| 4   | 4  | Àlex Crivillé            | Repsol Honda            | Honda        | 30   | +22.933   | 5       | 13    |
| 5   | 9  | Alex Barros              | Honda Gresini           | Honda        | 30   | +23.430   | 7       | 11    |
| 6   | 6  | Max Biaggi               | Marlboro Team Kanemoto  | Honda        | 30   | +35.214   | 3       | 10    |
| 7   | 3  | Nobuatsu Aoki            | Suzuki Grand Prix       | Suzuki       | 30   | +53.997   | 8       | 9     |
| 8   | 55 | Régis Laconi             | Red Bull Yamaha WCM     | Yamaha       | 30   | +1:08.211 | 9       | 8     |
| 9   | 17 | Jurgen van den Goorbergh | Dee Cee Jeans Racing    | Honda        | 30   | +1:39.256 | 13      | 7     |
| 10  | 88 | Scott Smart              | Millar Honda Britain    | Honda        | 29   | +1 giro   | 14      | 6     |
| 11  | 26 | Bernard Garcia           | Tecmas Honda Elf        | Honda        | 29   | +1 giro   | 17      | 5     |
| 12  | 68 | John McGuinness          | Vimto Honda / Paul Bird | Honda        | 29   | +1 giro   | 18      | 4     |
| 13  | 18 | Garry McCoy              | Shell Advance Racing    | Honda        | 29   | +1 giro   | 12      | 3     |
| 14  | 72 | Fernando Cristóbal       | Shell Advance Racing    | Honda        | 29   | +1 giro   | 19      | 2     |
| 15  | 57 | Fabio Carpani            | Polini Inoxmacel        | Honda        | 28   | +2 giri   | 20      | 1     |

### Ritirati
| Nº | Pilota           | Squadra           | Motocicletta | Giri | Griglia |
| -- | ---------------- | ----------------- | ------------ | ---- | ------- |
| 10 | Kenny Roberts Jr | Team Roberts      | Modenas KR3  | 27   | 6       |
| 15 | Sete Gibernau    | Repsol Honda      | Honda        | 20   | 11      |
| 77 | Eskil Suter      | Muz Roc RennSport | MuZ Weber    | 11   | 15      |
| 23 | Matt Wait        | F.C.C. TSR        | Honda        | 9    | 16      |

### Non partito
| Nº | Pilota              | Squadra             | Motocicletta | Griglia |
| -- | ------------------- | ------------------- | ------------ | ------- |
| 14 | Juan Bautista Borja | MoviStar Honda Pons | Honda        | 10      |

### Non qualificato
| Nº | Pilota       | Squadra             | Motocicletta |
| -- | ------------ | ------------------- | ------------ |
| 8  | Carlos Checa | MoviStar Honda Pons | Honda        |

## Classe 250

### Arrivati al traguardo
| Pos | Nº | Pilota              | Squadra                   | Motocicletta | Giri | Tempo     | Griglia | Punti |
| --- | -- | ------------------- | ------------------------- | ------------ | ---- | --------- | ------- | ----- |
| 1   | 65 | Loris Capirossi     | Aprilia Grand Prix Racing | Aprilia      | 27   | 42:55.085 | 1       | 25    |
| 2   | 31 | Tetsuya Harada      | Aprilia Grand Prix Racing | Aprilia      | 27   | +5.682    | 3       | 20    |
| 3   | 4  | Stefano Perugini    | Castrol 250               | Honda        | 27   | +38.003   | 5       | 16    |
| 4   | 5  | Tōru Ukawa          | Benetton Honda            | Honda        | 27   | +38.349   | 4       | 13    |
| 5   | 6  | Haruchika Aoki      | F.C.C. TSR                | Honda        | 27   | +38.461   | 7       | 11    |
| 6   | 24 | Jason Vincent       | Padgetts HRC Shop         | TSR-Honda    | 27   | +39.084   | 10      | 10    |
| 7   | 9  | Jeremy McWilliams   | QUB Team Optimum          | TSR-Honda    | 27   | +51.804   | 11      | 9     |
| 8   | 7  | Takeshi Tsujimura   | Semprucci Biesse-Gro      | Yamaha       | 27   | +58.946   | 8       | 8     |
| 9   | 8  | Luis d'Antín        | Antena 3 Yamaha           | Yamaha       | 27   | +1:18.487 | 14      | 7     |
| 10  | 17 | José Luis Cardoso   | Antena 3 Yamaha           | Yamaha       | 27   | +1:19.532 | 12      | 6     |
| 11  | 12 | Noriyasu Numata     | Rizla Suzuki              | Suzuki       | 27   | +1:24.101 | 13      | 5     |
| 12  | 44 | Roberto Rolfo       | Scuderia AGV Carrizosa    | TSR-Honda    | 27   | +1:25.956 | 22      | 4     |
| 13  | 16 | Johan Stigefelt     | Rizla Suzuki              | Suzuki       | 27   | +1:26.887 | 15      | 3     |
| 14  | 20 | William Costes      | Chesterfield Elf Tech 3   | Honda        | 27   | +1:29.510 | 17      | 2     |
| 15  | 25 | Yasumasa Hatakeyama | Penguin Racing            | ERP-Honda    | 27   | +1:35.487 | 18      | 1     |
| 16  | 33 | Jamie Robinson      | Edo Racing                | Yamaha       | 27   | +1:38.052 | 19      |       |
| 17  | 68 | Julien Allemand     | Chesterfield Elf Tech 3   | Honda        | 26   | +1 giro   | 24      |       |
| 18  | 83 | Shane Norval        | Colin Appleyard Racing    | Honda        | 26   | +1 giro   | 27      |       |

### Ritirati
| Nº | Pilota          | Squadra                      | Motocicletta | Giri | Griglia |
| -- | --------------- | ---------------------------- | ------------ | ---- | ------- |
| 40 | Gary May        | PR2 Mitsubishi Elaion        | Aprilia      | 24   | 25      |
| 82 | Woolsey Coulter | Padgetts HRC Shop            | Honda        | 11   | 20      |
| 80 | Paul Jones      | Aprilia UK / Blacks Bikeshop | Aprilia      | 11   | 26      |
| 11 | Jürgen Fuchs    | Docshop Racing               | Aprilia      | 4    | 9       |
| 47 | Ivan Clementi   | Edo Racing                   | Yamaha       | 4    | 21      |
| 81 | Callum Ramsay   | Honda Britain / Qub Team     | Honda        | 3    | 28      |
| 46 | Valentino Rossi | Nastro Azzurro Aprilia       | Aprilia      | 2    | 2       |

### Non partiti
| Nº | Pilota          | Squadra                | Motocicletta | Griglia |
| -- | --------------- | ---------------------- | ------------ | ------- |
| 27 | Sebastián Porto | PR2 Mitsubishi Elaion  | Aprilia      | 6       |
| 37 | Luca Boscoscuro | Scuderia AGV Carrizosa | TSR-Honda    | 16      |
| 14 | Davide Bulega   | OXS Matteoni           | ERP-Honda    | 23      |

## Classe 125

### Arrivati al traguardo
| Pos | Nº | Pilota                | Squadra                    | Motocicletta | Giri | Tempo     | Griglia | Punti |
| --- | -- | --------------------- | -------------------------- | ------------ | ---- | --------- | ------- | ----- |
| 1   | 4  | Kazuto Sakata         | UGT 3000                   | Aprilia      | 26   | 43:48.777 | 1       | 25    |
| 2   | 32 | Mirko Giansanti       | OXS Matteoni               | Honda        | 26   | +0.431    | 5       | 20    |
| 3   | 41 | Yōichi Ui             | Yamaha Kurz Aral           | Yamaha       | 26   | +4.600    | 2       | 16    |
| 4   | 13 | Marco Melandri        | Benetton Matteoni          | Honda        | 26   | +5.197    | 6       | 13    |
| 5   | 5  | Masaki Tokudome       | Docshop Racing             | Aprilia      | 26   | +5.598    | 10      | 11    |
| 6   | 10 | Lucio Cecchinello     | Givi Honda LCR             | Honda        | 26   | +6.517    | 13      | 10    |
| 7   | 23 | Gino Borsoi           | Motoracing                 | Aprilia      | 26   | +20.153   | 11      | 9     |
| 8   | 9  | Frédéric Petit        | UGT 3000 - RMS             | Honda        | 26   | +22.334   | 7       | 8     |
| 9   | 8  | Gianluigi Scalvini    | Polini Inoxmacel           | Honda        | 26   | +31.971   | 12      | 7     |
| 10  | 26 | Ivan Goi              | Vasco Rossi Racing         | Aprilia      | 26   | +37.432   | 18      | 6     |
| 11  | 21 | Arnaud Vincent        | Scrab Competition          | Aprilia      | 26   | +39.361   | 17      | 5     |
| 12  | 29 | Ángel Nieto Jr        | Via Digital Team           | Aprilia      | 26   | +39.559   | 14      | 4     |
| 13  | 14 | Federico Cerroni      | Scuderia Alfa Nolan        | Aprilia      | 26   | +43.031   | 22      | 3     |
| 14  | 7  | Emilio Alzamora       | Via Digital Team           | Aprilia      | 26   | +43.714   | 21      | 2     |
| 15  | 52 | Hiroyuki Kikuchi      | Givi Honda LCR             | Honda        | 26   | +44.370   | 16      | 1     |
| 16  | 17 | Juan Enrique Maturana | Yamaha Kurz Aral           | Yamaha       | 26   | +44.476   | 19      |       |
| 17  | 80 | Leon Haslam           | Honda Britain / Ron Haslam | Honda        | 26   | +1:21.216 | 28      |       |
| 18  | 65 | Andrea Iommi          | Team Pileri                | Honda        | 26   | +1:24.763 | 23      |       |

### Ritirati
| Nº | Pilota            | Squadra                      | Motocicletta | Giri | Griglia |
| -- | ----------------- | ---------------------------- | ------------ | ---- | ------- |
| 81 | Chris Palmer      | L Rumney / Garstang Cleani   | Honda        | 22   | 27      |
| 22 | Steve Jenkner     | Marlboro Team ADAC           | Aprilia      | 20   | 8       |
| 82 | John Pearson      | Racing Lines / Clive Horton  | Honda        | 14   | 26      |
| 39 | Jaroslav Huleš    | UGT 3000                     | Honda        | 10   | 9       |
| 3  | Tomomi Manako     | UGT - 3000                   | Honda        | 8    | 3       |
| 59 | Jerónimo Vidal    | Valencia Aspar               | Aprilia      | 6    | 24      |
| 16 | Christian Manna   | Semprucci Biesse-Gro         | Yamaha       | 5    | 25      |
| 15 | Roberto Locatelli | Polini Inoxmacel             | Honda        | 4    | 4       |
| 62 | Yoshiaki Katō     | Semprucci Biesse-Gro         | Yamaha       | 1    | 15      |
| 20 | Masao Azuma       | Mac Motors Liegeois Comp.    | Honda        | 1    | 20      |
| 83 | David Mateer      | Ulster Racing / Eddie Mateer | Honda        | 0    | 29      |